# (23644) Yamaneko
(23644) Yamaneko est un astéroïde de la ceinture principale.

## Description
(23644) Yamaneko est un astéroïde de la ceinture principale. Il fut découvert le 13 janvier 1997 à Kuma Kogen par Akimasa Nakamura. Il présente une orbite caractérisée par un demi-grand axe de 2,39 UA, une excentricité de 0,13 et une inclinaison de 2,1° par rapport à l'écliptique.

## Compléments